# Lijst van Nederlandse historische motorfietsmerken
Dit is een lijst van Nederlandse historische motorfietsmerken zonder eigen artikel.

### AGS
AGS was een klein Nederlands fabriekje, dat zich vanaf 1968 bezighield met de bouw van snelle 50- en 125cc-crossmotoren. In de naam zaten de initialen van technicus Jan de Groot en zijn werkgever Akkerman. De “S” staat voor "Speciaal". De toegepaste motorblokken kwamen van Puch, Sachs, Casal en Zündapp.

### Aristo
Aristo was de merknaam van een Nederlands bedrijf dat in de jaren vijftig fietsen met hulpmotor produceerde.

### Aro
Aro was een motorfietsmerk van onbekende (mogelijk Nederlandse) herkomst dat na de Tweede Wereldoorlog rijwielen met Victoria-zijboordmotor leverde.

### Avaros
Avaros: Bedrijf in Papendrecht dat Belgische Flandria-bromfietsen bouwde en onder eigen naam verkocht. Duitse Mota-scooters werden ook onder deze naam - die is afgeleid van Albert van Rossum - verkocht. Men maakte ook een zeer licht Solex-achtig model dat was afgeleid van een Flandria-model. De merknaam was aanvankelijk (ca. 1951) Avros

### BAJ Rijwielen
BAJ Rijwielen is een merk van Nederlandse herkomst dat na de Tweede Wereldoorlog rijwielen met Victoria-zijboordmotor leverde.

### Barzoi
Barzoi: 1934 / 1955 grossierde in fietsonderdelen en fietsen Van Troostwijk Voorstraat 29 Zwolle  dat na de Tweede Wereldoorlog rijwielen met Victoria-zijboordmotor leverde.

### Bema
Bema is de naam van een Nederlandse scooterfabriek uit de jaren vijftig. Bema stond voor "Ben Maltha" en produceerde in 1950 onder de naam Bema scooters met Villiers-blokjes van 122 en 197 cc. Bijzonder was dat het plaatwerk uit glasfiber bestond. De ANWB beproefde nog een Bema-scooter met zijspan.

### Bravee
Bravee is een historisch Nederlands merk van speedwaymotoren. Deze speedwaymotoren werden in de jaren na de Tweede Wereldoorlog gebouwd door Van der Veer en Brakel in Hilversum.

### Crosta
Crosta was een zeer klein Nederlands motorfietsmerk, dat in de jaren zestig werd gebouwd door de hotelhouder Henk Staal. Hij bouwde op basis van een Kreidler-blokje van 50cc-motoren geheel naar wens van de klant.

### Cup
Cup is een historisch Nederlands motorfietsmerk dat rond 1903 korte tijd motorfietsen of rijwielen met hulpmotor bouwde.

### Cyclestar
De Cyclestar was een Nederlandse bromfiets die in 1952 op de markt kwam. De 38 cc tweetaktmotor kwam van NV Motoren in Rotterdam.

### DMF
Driebergse Motoren Fabriek, was gevestigd in Driebergen, maakte lichte motoren vanaf begin jaren 50.

### Disselhof
Disselhof is een historisch Nederlands scootermerk, gevestigd in Zwolle, dat vanaf 1956 150cc-scooters met ILO-motor maakte.

### EGA
EGA is een historisch merk van een motorfiets en staat voor Eggens Assen. Het is de merknaam voor de 125 cc zelfbouw-wegracer van Jan Eggens (ca. 1976). De machine was voornamelijk opgebouwd uit Bridgestone-onderdelen. Er was nog een merk met deze naam; zie EGA (Gaggenau)

### EMS
EMS is een historisch Nederlands merk van motorfietsen. EMS stond voor: Ele Mulder Special. Dit was een zelfbouw-racemotor van de Haagse tweetakt-tuner en coureur Ele Mulder. De machine bestond uit een door Chris Zuiderwijk gebouwd frame en een Villiers-blokje van 125 cc. Mulder racete er in de jaren vijftig mee.

### Eland
Eland is een historisch Nederlands motorfietsmerk, geproduceerd door Motors Eland, Rotterdam, van 1955 tot 1959. Eland bouwde tweetakten van 123 tot 158 cc met motoren van Victoria, Gasquy, Sachs en andere toeleveranciers.

### Empo-Carley
Empo-Carley is een historisch Nederlands merk van inbouwmotoren. Zie Empo en Carley-Rocher.

### Euro-Cross
Euro-cross was een klein Nederlands motorfietsmerk van Jaap Voskamp, die in 1968 een 50cc-crosser presenteerde met Zündapp-motorblok. Niet te verwarren met het Italiaanse merk Eurocross.

### Fama
Fama is een historisch merk van motorfietsen. Dit was een Nederlands merk, gevestigd in Utrecht. Fama maakte van 1937 tot 1939 motorfietsen met een Villiers-blok van 125 cc. Er waren nog twee merken met de naam Fama: Fama (Kiel) en nog een Belgisch merk, waarvan verder niets bekend is.

### Friga
Friga Nederlandse Rijwielfabriek Eindhoven . Bouwde  rond 1923 rijwielen met of zonder hulpmotor .

### Gebben
Gebben is een historisch merk van crossmotoren, geproduceerd door André Gebben in Rouveen. Nederlands bedrijf van voormalig crosser André Gebben, die in 1968 voor het eerst een Kreidler 50cc-crosser prepareerde daarna nog jarenlang succes zou boeken met de bouw en verkoop van Gebben-Kreidlers.

### Germa
Germa is een historisch Nederlands motorfietsmerk dat rond 1930 produceerde.

### Grefa
De Grefa is een historische zelfbouw-wegrace-motorfiets. De Amsterdamse coureur Wout de Greef werd in 1951 Nederlands kampioen bij de 125cc-senioren met een zelfgemaakte machine. De Grefa had een zelf opgevoerd Villiers-blokje dat in een Gillet-frame zat.

### GMF
GMF is een historisch Nederlands merk van gemotoriseerde fietsen. GMF stond voor: Gelderse Motoren Fabriek, Varsseveld. Nederlands merk van Johan Aalbers, dat van 1950 tot 1958 fietsen met de Boy-hulpmotor maakte.

### G&R

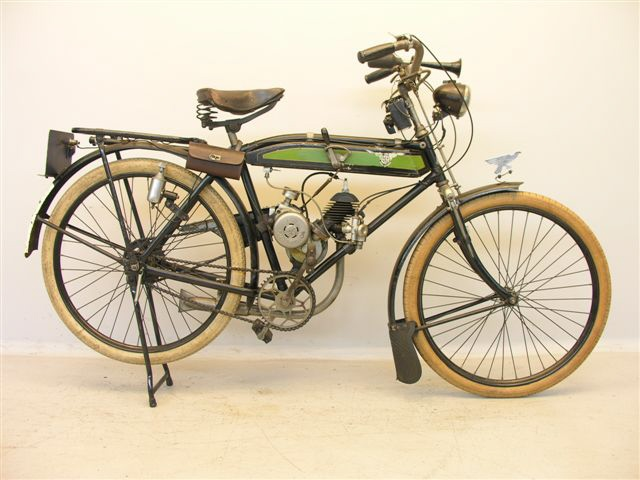
G&R Sachs uit 1931

G&R is een historisch merk van motorfietsen. G&R stond voor: Goverse & Rotteveel. Nederlands merk, gevestigd in Den Haag, dat in elk geval in 1931 en 1932 motorfietsen met een Sachs-motor van 74 cc maakte.

### Hermes
Hermes is een historisch merk van motorfietsen. Nederlands merk dat in 1903 rijwielen met hulpmotor of motorfietsen maakte. Er waren meer merken met de naam Hermes, zie Hermes (Berlijn) - Hermes (Birmingham) - Hermes (Hamburg) - Hermes (Varberg).

### Kestein
Kestein is een historisch Nederlands motorfietsmerk. Het was gevestigd in een rijwielfabriek in Rotterdam, waar in de jaren dertig naast fietsen ook lichte motorfietsen met een Villiers-blok van 98 cc werden gemaakt.

### LSE
LSE is een historisch Nederlands motorfietsmerk dat na de Tweede Wereldoorlog 125cc-eencilindertweetakten maakte.

### Metz
Metz is een historisch Nederlands merk van gemotoriseerde fietsen. Metz was een Amsterdams bedrijf dat in de jaren twintig gemotoriseerde rijwielen en mogelijk één complete motorfiets produceerde. Er is ook een Amerikaans motorfietsmerk met deze naam geweest (zie hiervoor Marsh-Metz).

### Mors
Mors is een historisch merk van motorfietsen. Het postorderbedrijf Wehkamp bracht een tijdje de Tsjechische Jawa Babette bromfiets onder deze naam op de markt. De kwaliteit was echter beroerd, in tegenstelling tot de meeste andere Jawa-producten. Zie ook Mors (Liaoning) en Mors (Parijs).

### PJK
PJK is een historisch merk van gemotoriseerde fietsen. PJK stond voor: P.J. Kusse en Zn. Nederlands bedrijf dat na de Tweede Wereldoorlog fietsen met de Victoria FM38L zijboordmotor leverde.

### Primarius
Primarius is een historisch Nederlands merk van bromfietsen. Het bedrijf was gevestigd in Meppel. Men produceerde in de jaren vijftig bromfietsen met een Rex-motor.

### Riwa
De Riwa was een samenwerking van de Nederlandse wegracecoureur Aalt Toersen en Rieks van der Wal (vandaar: Riwa). Men bouwde in een werkplaats achter het huis van laatstgenoemdes ouders een 50cc-productieracer met Kreidler-motorblokje. Daarnaast werd een serie opgezet van een grasbaanmotor, ook met 50cc-Kreidlerblok. In later jaren werden de eerste Hondacrossers voorzien van een aangepast Riwa-frame.
Rieks van der Wal is ook nog actief geweest als tuner op de raceafdeling van Gebben Motoren in Staphorst.

### Roemar
De Roemar was een wegrace-motorfiets. Door Theo Roelofs in 1987 samengestelde 125cc-racer die was opgebouwd uit een Harris-frame en een blok dat leverbaar was met een Hummel- of een Rotax-cilinder.

### Rolemo
Rolemo was een bromfiets zonder versnelling. Er was alleen een koppelingshandle. Je moest eerst fietsen en vervolgens de koppelingshandel loslaten.
De bromfiets werd gebouwd in Lemelerveld bij een machine fabriek.

### Rond-Sachs
Rond-Sachs (Rond-Sachs-motoren, Bennekom) is een historisch Nederlands motorfietsmerk dat in 1971 begon met de bouw van crossmotoren met 49- en 122cc-Sachs-motoren.

### Royal Express
Royal Express is een historisch merk van bromfietsen. De Motorrijwielfabriek Royal Express in Den Haag was een Nederlands bedrijf dat in de jaren vijftig 49cc-bromfietsen met Gasquy-blokjes maakte.

### Schwager
Schwager is een historisch merk van fietsen en motorfietsen. Het was een Nederlandse fabriek die gevestigd was in Utrecht (Geertekerkhof 12 en 13) en die in 1903 bezig was met de ontwikkeling van een motorfiets met een eigen motorblok.

### Tiffany
Tiffany is een merk van gemotoriseerde fietsen dat in de jaren negentig door Yamaha in Nederland op de markt werd gebracht. Bij de Tiffany zit een Italjet-motortje van 49 cc onder in een aangepast frame.

### Wereld
Wereld is een historisch merk van gemotoriseerde fietsen. Nederlands merk dat na de Tweede Wereldoorlog rijwielen met Victoria-zijboordmotor leverde. Men maakte ook de Wereld Merite bromfiets met een Vimer-motortje.

### Wilhelmina
Wilhelmina is een historisch merk van fietsen en motorfietsen, geproduceerd door Hugo Smith Motor-Garage, Amsterdam van 1903 tot 1915. Dit wa ooit een bekende Nederlandse firma, die 2-, 2½-, 3¾- en 3¼pk-een- en tweecilinders van Minerva, Saroléa en Precision inbouwde.